# Osirini
Tribu
Les Osirini sont une tribu d'insectes hyménoptères de la famille des Apidae (une des familles d'abeilles).

## Distribution
Les espèces de cette tribu se rencontrent en Amérique et en Europe.

## Description
Ce sont des abeilles cleptoparasites.

## Liste des genres
Selon ITIS (25 avr. 2010) :
- Epeoloides Giraud, 1863
- Osirinus Roig-Alsina, 1989
- Osiris Smith, 1854
- Parepeolus Ducke, 1912
- Protosiris Roig-Alsina, 1989

## Référence
- Handlirsch, 1925 : Systematische Übersicht. Handbuch der Entomologie, Band 3: Geschichte, Literatur, Technik, Palaontologie, Phylogenie, Systematik, Jena, Fischer, p. 377–1143.